# Dutch Master
Olaf Veldkamp, mer känd under sitt artistnamn Dutch Master, född 30 september 1978 i Rotterdam är en nederländsk DJ, artist och musikproducent, främst aktiv inom hardstyle och elektronisk dansmusik.
Veldkamp grundade först sitt eget skivbolag Diffuzion Records och drev även Dutch Master Works, ett dotterbolag till skivbolaget EMI som bland annat givit ut Blutonium & Dutch Master Works Present Hardstyle, en serie samlingsalbum. Han har producerat, mixat och mastrat musik åt många namnkunniga artister.
Under sitt födelsenamn har han givit ut en av de mest populära låtarna inom hardstylegenren, Recalled to Life.. Låten har samplats och nytolkats av många artister, som Sammy Adams och Flosstradamus.